# Condado de Nevers
O Condado de Nevers (em francês:  Comté de Nevers) foi um condado histórico do centro da França. A sua capital era a cidade de Nevers, e correspondia sensivelmente à antiga província do Nivernais e ao moderno departamento de Nièvre.
Em 1521, o condado foi elevado a Ducado de Nevers (em francês:  Duché de Nevers).

## História
o condado data, aaproximadamente, do início do século X. O condado foi frequentemente associado ao vizinho Ducado de Borgonha; fazia parte das terras e dos títulos detidos por Henrique I da Borgonha.
Em 1032, o Condado de Nevers é junto ao Condado de Auxerre mas, rapidamente, estalou um conflito com o bispo de Auxerre. O primeiro conde titular foi Reinaldo I de Nevers.
Nevers passou para a domínio dos condes de Flandres no século XIV e, a partir daí, tornou-se possessão de Filipe II, o Ousado, Duque de Borgonha, que o reune, por um breve período, aos seus estados. Filipe de Borgonha, o filho mais novo de Filipe, o Ousado, recebeu o condado de Nevers que se tornoumais tarde uma possessão dum ramo cadete dos duques de Cleves. A partir de 1521, os governantes de Nevers fizeram-se chamar duques de Nivernais. O ducado sobreviveu até à Revolução francesa, o último duque foi Luís Júlio Mancini-Mazarini (Louis Jules Mancini-Mazarini), que perdeu o seu título durante o período revolucionário, mas sobreviveu ao período do Terror, morrendo de causas naturais em 1798.

Brasão dos condes de Nevers
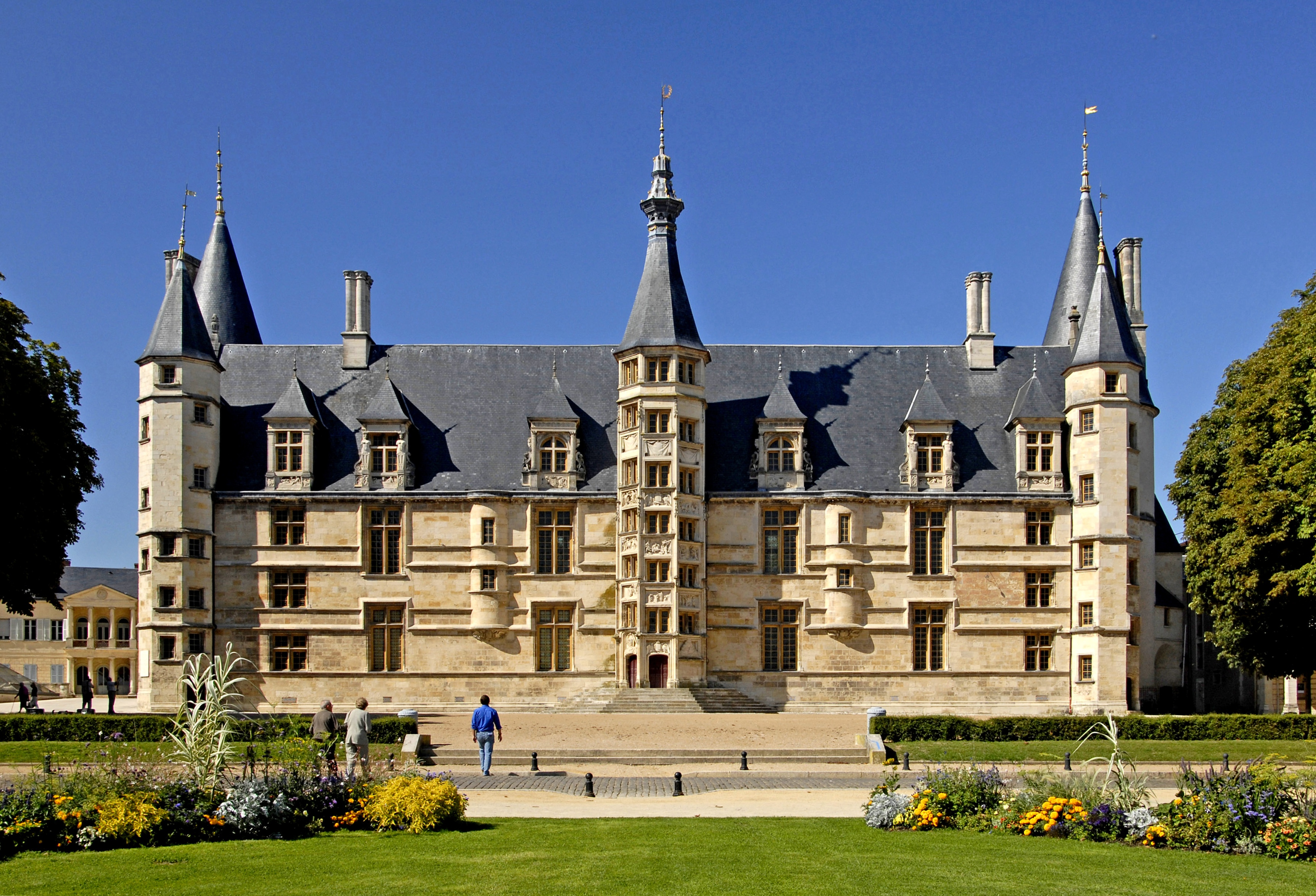
Palácio ducal de Nevers
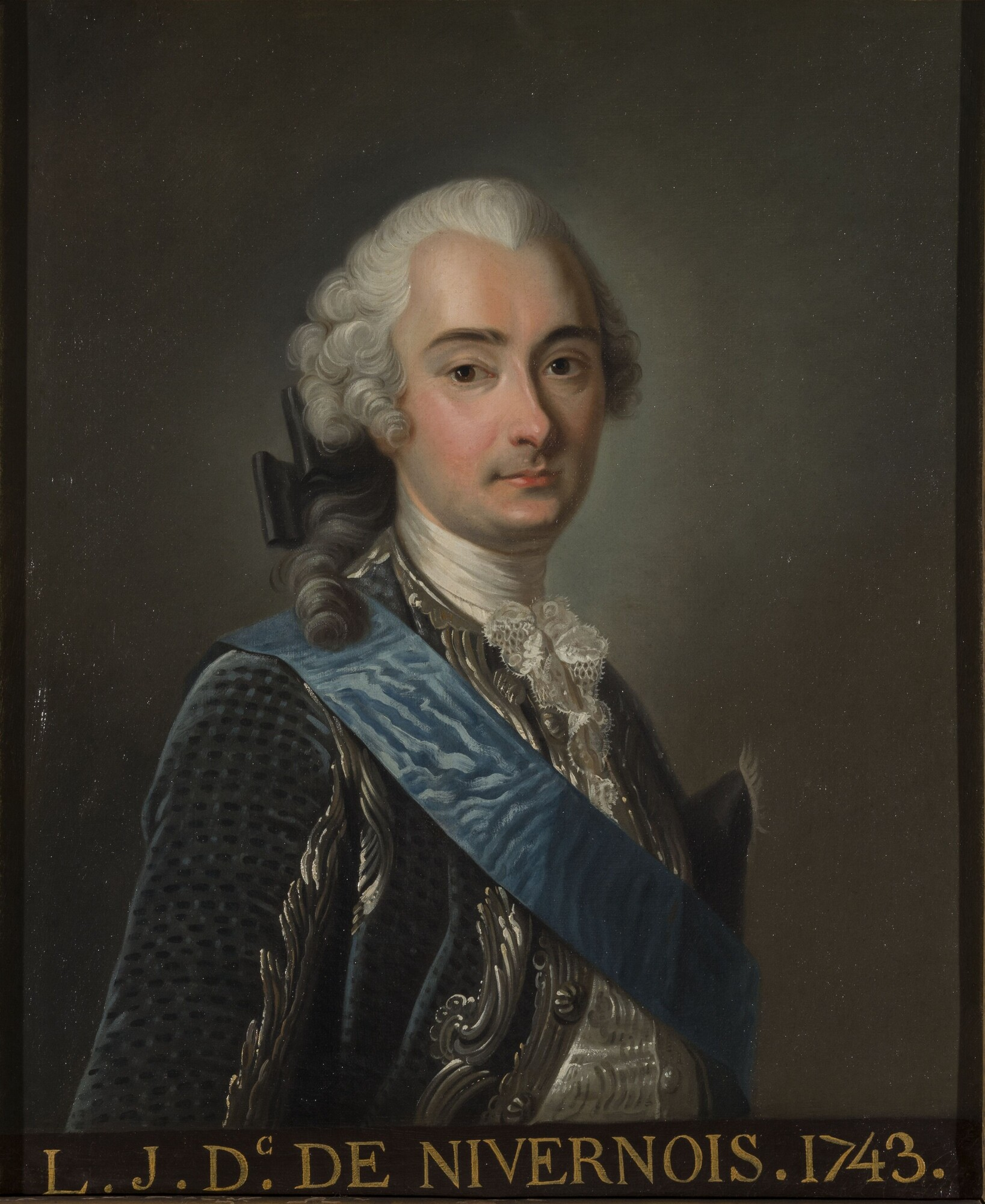
Luís Júlio Mancini-Mazarini, último duque de Nevers.